# Paweł Franczak
Paweł Franczak (ur. 7 października 1991 w Nysie) – polski kolarz szosowy.
Po sezonie 2021 zakończył karierę sportową.

## Najważniejsze osiągnięcia
2013
- 1. miejsce na 4. etapie Karpackiego Wyścigu Kurierów

2014
- 2. miejsce w mistrzostwach Polski (start wspólny)
- 2. miejsce w Memoriale im. Henryka Łasaka
- 1. miejsce w Wyścigu o Puchar Uzdrowisk Karpackich

2015
- 2. miejsce w Memoriale Andrzeja Trochanowskiego
- 1. miejsce w klasyfikacji punktowej Szlakiem Grodów Piastowskich
- 2. miejsce w Wyścigu Solidarności i Olimpijczyków

2016
- 1. miejsce w Memoriale Romana Ręgorowicza (Ślężański Mnich)
- 1. miejsce w klasyfikacji punktowej Wyścigu Solidarności i Olimpijczyków
  - 1. miejsce na 1. etapie
- 1. miejsce w Memoriale Henryka Łasaka
- 3. miejsce w Tour de Rybnik

2017
- 1. miejsce w Memoriale Romana Ręgorowicza (Ślężański Mnich)
- 3. miejsce w Visegrad 4 Bicycle Race Grand Prix Slovakia
- 3. miejsce w Tour of Estonia
- 9. miejsce w mistrzostwach Europy (start wspólny)

2018
- 1. miejsce w Memoriale Romana Ręgorowicza (Ślężański Mnich)
- 3. miejsce w Memoriale Andrzeja Trochanowskiego

2019
- 1. miejsce w Belgrad–Banja Luka
- 1. miejsce w Visegrad 4 Bicycle Race Grand Prix Hungary

2020
- 3. miejsce w GP Kranj
- 3. miejsce w mistrzostwach Polski (start wspólny)
- 3. miejsce w górskich szosowych mistrzostwach Polski

## Rankingi
| Rok             | 2011 | 2012 | 2013 | 2014 | 2015 | 2016 | 2017 | 2018 | 2019 | 2020 | 2021  |
| --------------- | ---- | ---- | ---- | ---- | ---- | ---- | ---- | ---- | ---- | ---- | ----- |
| World Ranking   |      |      |      |      |      | 312. | 448. | 654. | 256. | 395. | 2123. |
| UCI Europe Tour | 842. | 767. | 579. | 108. | 112. | 143. | 236. | 416. | 208. | 323. | 1441. |
|                 |      |      |      |      |      |      |      |      |      |      |       |
| Źródło: UCI     |      |      |      |      |      |      |      |      |      |      |       |